# Équipe du Brésil de rugby à sept
Cet article traite de l'équipe masculine. Pour l'équipe féminine, voir Équipe du Brésil féminine de rugby à sept.
L'équipe du Brésil de rugby à sept est l'équipe qui représente le Brésil dans les principales compétitions internationales de rugby à sept au sein du World Rugby Sevens Series.

## Histoire
Le Brésil participe à sa première étape du World Rugby Sevens Series dans le cadre des USA rugby sevens 2012, dans l'optique des épreuves de rugby à sept aux Jeux olympiques d'été de 2016 que le pays organise, et auquel il est donc automatiquement qualifié. Ils retrouvent les World Series en 2014-2015 en tant que nation invitée aux Dubaï rugby sevens 2014 et USA rugby sevens 2015.

## Identité visuelle
Le maillot de l'équipe nationale brésilienne adopte en mars 2012 son propre logo, différent de celui de la fédération ; il met en avant un représentant des Tupi, l'un des peuples indigènes du Brésil.

Évolution du logo
Logo de 2012 à mai 2021.
Logo depuis mai 2021.